# Dat Erdmänneken

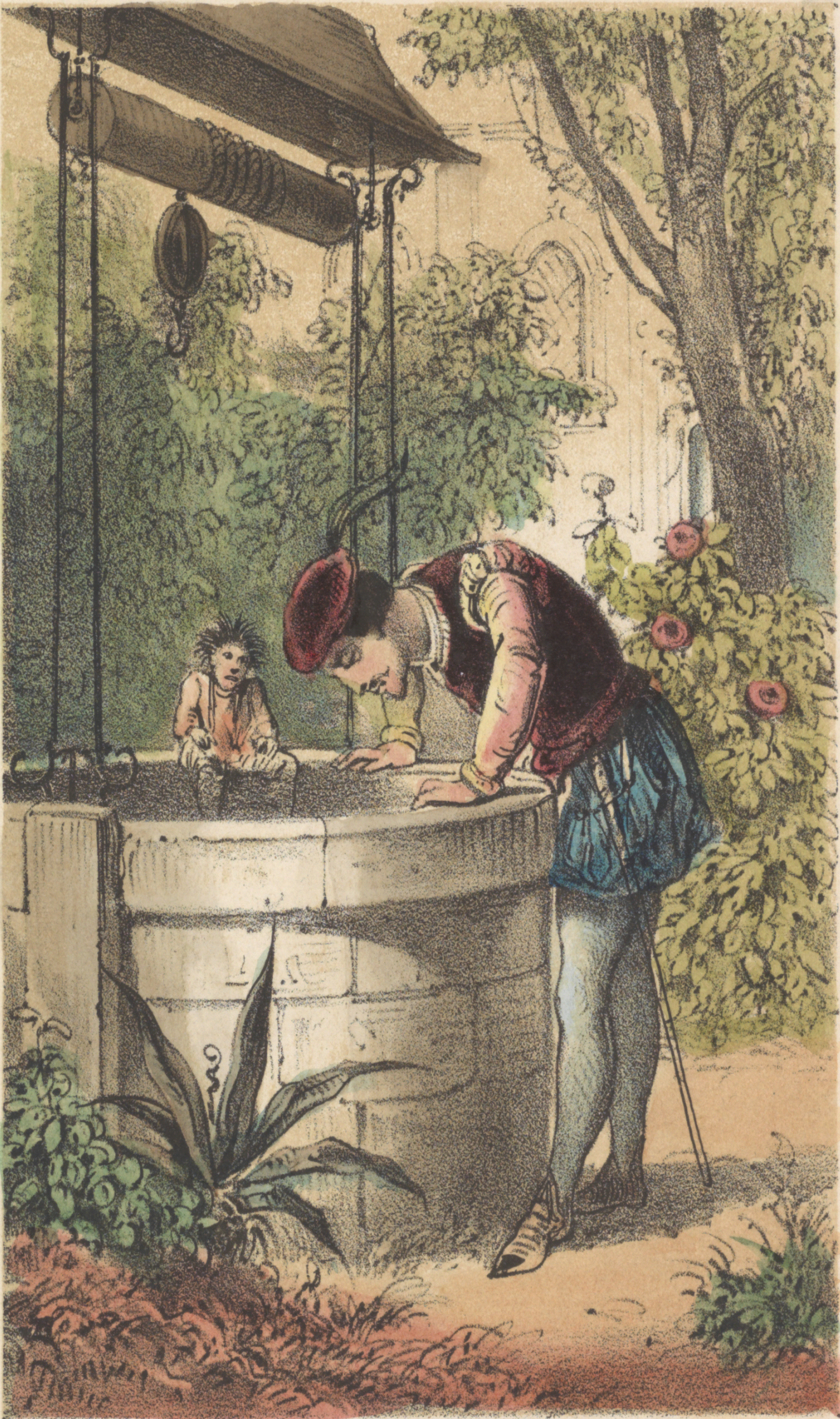
Illustration von Gerardus Johannes Bos, 1870

Dat Erdmänneken ist ein Märchen (ATU 301). Es steht in den Kinder- und Hausmärchen der Brüder Grimm an Stelle 91 (KHM 91) auf Plattdeutsch.

## Inhalt
Ein reicher König verwünscht denjenigen, der von seinem Baum einen Apfel nähme. Die jüngste Tochter sagt, er werde sie wohl damit nicht meinen, pflückt einen und bietet ihn auch ihren zwei Schwestern. Da versinken sie unter die Erde. Der König verspricht dem, der sie fände, eine der drei zur Frau. So kommen drei Jägersburschen in ein Haus, wo Speisen immer warm stehen, die sie schließlich essen. Sie losen, dass immer zwei die Töchter suchen, während einer dableibt. Die ersten zwei werden dabei von einem Männchen verprügelt, das erst um Brot bittet, und sie dann anfällt, wenn sie es ihm aufheben wollen. Der Jüngste tut es nicht, sondern verhaut es. Da zeigt es ihm einen trockenen Brunnen, in den er sich allein herablassen muss, da seine Gesellen es mit ihm unehrlich meinen. Unten müssen die Königstöchter drei Drachen die Köpfe kraulen, die muss er abschlagen. Er erzählt es den Brüdern, die sich mit dem Seil hinabwinden, aber gleich wieder hochziehen lassen. Der Jüngste aber befreit die Königstöchter. Er lässt sie hinaufziehen, dann legt er statt sich selbst einen Stein in den Korb. Die Brüder kappen das Seil und lassen sich vom König mit den Töchtern verheiraten, die nichts verraten dürfen. Der Jüngste geht unten umher, bis er eine Flöte findet. Als er die bläst, kommen Erdmännchen, die ihn hinauftragen. Als er ins Schloss kommt, fallen die Töchter in Ohnmacht. Der König lässt sie dem Ofen ihr Geheimnis verraten und belauscht sie. Die bösen Brüder werden gehängt, der Jüngste mit der Jüngsten verheiratet.

## Grimms Anmerkung
Grimms Anmerkung notiert „Aus dem Paderbörnischen“ (von Ludowine von Haxthausen) und vergleicht eine Variante „aus der Gegend von Köln am Rhein“ (wohl von derselben): Die drei Königstöchter gehen beim Fest beim Gartenspaziergang abends verloren, wer sie findet, soll sie heiraten. Drei Ritter kommen auf der Suche im Wald zu einem prächtigen, aber leeren Schloss mit nur einem rohen Stück Fleisch als Speise. Der Jüngste brät es, während die anderen Wein holen. Er lässt ein Erdmännchen mit am Feuer sitzen und den Braten wenden, das immer von der Brühe nascht, bis er es am Bart packt und verjagt. Morgens seilen sie ihn in ein Loch ab. Dort befreit er die Prinzessinnen, indem er auf Rat des Männchens drei Drachen ihre drei, sieben und neun Köpfe abhaut, die sie lausen mussten. Die Gesellen ziehen sie hoch und wollen ihn unten lassen. Er ruft die Erdmännchen mit einem Glöckchen und einer Flöte, sie machen ihm eine Treppe. Oben schlägt er mit einer Rute, sie verschwinden.
In einer „Erzählung aus dem Hanöverischen“ (wohl von Georg August Friedrich Goldmann) kommen die Prinzessinnen beim Baden fort. Der Dritte klemmt dem Alten den Bart mit der Axt in ein Holz. Er reißt sich los, sie folgen der Blutspur zur Erdhöhle. Auf das Flöteblasen bringt ein schöner Mann die Prinzessinnenkleider. Der Held wird Schneidergeselle, bis ihn die Jüngste am bestellten Brautkleid erkennt.
Eine Fassung „aus Steinau im Hanauischen“ unterscheidet sich von der Paderbörnischen nur so weit, dass die Drachen Riesen sind. Die Töchter verstecken den Helden unter dem Bett, er muss eine schwere Stange aufheben und die betrunkenen Riesen töten. Das Männchen zeigt ihm einen unterirdischen Bach als Ausgang, die Prinzessinnen erkennen ihn an ihren Oberkleidern und Goldringen. Die zwei bösen Brüder werden hingerichtet.
Die Brüder Grimm vergleichen KHM 166 Der starke Hans, „Ungarisch bei Gaal Nr.5“ und besonders die Siegfriedsage.

## Varianten

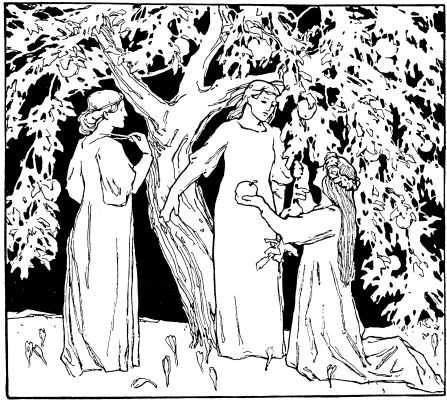
Illustration von Otto Ubbelohde, 1909

Zu den drei Brüdern mit dem verachteten Jüngsten siehe z. B. KHM 63 Die drei Federn. Ihr Essen parallelisiert hier den Sündenfall der drei Töchter (vgl. Gen 3 ). Zum Josefsmotiv vom Brunnen als Eingang der Jenseitswelt (Gen 37 ) vgl. KHM 24, 116, 127. Zum Kraulen der Drachenköpfe vgl. KHM 129, zur Ofenbeichte KHM 89. Zum Schlusssatz von den gläsernen Schuhen vgl. KHM 84, 70a und später Ulrich Jahns Nr. 12 Vom Königssohn, der noch zu jung zum Heiraten sein sollte.
Vgl. Die drei Musikanten in Ludwig Bechsteins Deutsches Märchenbuch (in der Ausgabe von 1845 auch Die Nonne, der Bergmann und der Schmied), Das winzige, winzige Männlein in Neues deutsches Märchenbuch, Der Metzgergesell in Johann Wilhelm Wolfs Deutsche Hausmärchen, Das Männchen Sonderbar in Ulrich Jahns Volksmärchen aus Pommern und Rügen, Nr. 19.
In einer ähnlichen Roma-Version besiegt der jüngste Sohn Hans in der Unterwelt drei Riesen, aus deren drei Schlössern er drei Damen holt. Um wieder an die Oberwelt zu gelangen, hilft ihm nun das kleine alte Männlein, das Hans und seine beiden Brüder zuvor verprügelt hatte. Die Version stammt aus John Sampsons German Gypsies und wurde von dem Zigeuner Matthew Wood erzählt. Der deutsche Titel lautet Die drei Brüder und der Zwerg. Ähnlicher Stoff ist in den Varianten des Märchens Der Apfelbaum des Königs zu lesen.

## Interpretation

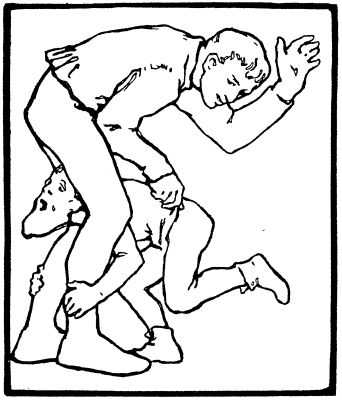
Illustration von Otto Ubbelohde, 1909

Hans-Jörg Uther urteilt, das Märchen stelle in gängigen Motiven und Mythologismen Stationen menschlicher Reifung dar und hätte sich als Prototyp für Interpretationen geeignet, nur habe der Dialekttext wohl niemanden interessiert. Dass man das Grundnahrungsmittel Brot nicht erbetteln und fallenlassen soll, spreche für die streng christliche Auffassung der Brüder Grimm, wie auch in KHM 194, 205. Vgl. z. B. Gen 3,19 , Mt 4,3 , Mt 26,26 , Joh 6,48 , 1 Kor 10,16 . Für Regina Kämmerer will das Männchen Hans‘ moralische Haltung, Empörung und Beherztheit prüfen, die wir brauchen, um die Dämonen im Leben zu besiegen.

## Film
- Vom tapferen Schmied (O Statecnem Kovari) nach Božena Němcovás Märchen Der unerschrockene Mikesch[4] ČSSR 1983 mit Pavel Kříž als Schmied Mikesch, Jan Króner als Köhler Ondra und Martina Gasparovicová als Mikeschs Prinzessin; Božena Němcovás Märchen Der unerschrockene Mikesch variiert die Motivik von AT 301 und bildet damit eine nahe Erzählform zu Grimms Dat Erdmänneken; beide Märchen umschreiben die Thematik der drei geraubten Prinzessinnen und darüber hinaus die Bewährung in der Unterwelt und den Verrat am Erdloch. Der Film integriert in Němcovás Märchen allerdings auch das Motiv des Riesen ohne Herz, das in Grimms Märchen nicht Dat Erdmänneken, aber Die Kristallkugel zeigt.